# Heliophanus semirasus
Heliophanus semirasus este o specie de păianjeni din genul Heliophanus, familia Salticidae, descrisă de Lawrence în anul 1928. Conform Catalogue of Life specia Heliophanus semirasus nu are subspecii cunoscute.